# South African Local Government Association
Die South African Local Government Association (SALGA) ist die landesweite Vereinigung südafrikanischer Lokalverwaltungen, deren Existenz und Aufgaben sich aus der nationalen Verfassung ableiten. Der Sitz mit dem zentralen Büro der Organisation befindet sich in Pretoria. Es werden in allen Provinzen regionale Büros unterhalten. Die Mitglieder sind hauptsächlich lokale Gebietskörperschaften (Local Municipality, District Municipality und Metropolitan Municipality).

## Grundlagen
Die SALGA arbeitet nach ihrem Statut vom Mai 2000, das sich auf section 163 der nationalen Verfassung (Constitution of the Republic of South Africa Act No. 108 of 1996) und auf den Organised Local Government Act (Act No. 52 / 1997) beruft.
Die Mitgliedschaft ist nach ihrem Statut in drei Gruppen möglich. Das sind:
- Gemeinden nach Bestimmungen des Structures Act (Local Government: Municipal Structures Act, Act No. 117 / 1998[3])
- Provinzorganisationen
- Assoziierte Mitglieder

## Handlungsbasis
Die politischen Schnittstellen bestehen mit dem National Council of Provinces (NCOP) im Südafrikanischen Parlament, mit dem nationalen Kabinett und den Provinzvertretungen, die Provincial Legislatures.
Die Aufgaben der Vereinigung liegen in nachfolgenden Handlungsfeldern:
- die Interessen der kommunalen Selbstverwaltung zu vertreten und zu fördern,
- Transformation der lokalen Verwaltung, um Entwicklungsaufgaben umzusetzen,
- Stärkung des Profils der lokalen Verwaltungen,
- Sicherung der Gleichberechtigung von Frauen in der lokalen Verwaltung,
- Ausprägung der Lokalverwaltungen als Arbeitgeber und
- Entwicklung der inneren Leistungsfähigkeit.

## Struktur
Die politische Repräsentation wird von zwei Bereichen gebildet, das National Executive Committee (NEC) und die Provincial Executive Committees (PEC’s). Ihre Mitglieder werden von der Nationalkonferenz (National Conference) und den Provinzkonferenzen (Provincial Conferences) der SALGA gewählt und kommen aus dem Kreis erfahrener kommunaler Ratsmitglieder oder der Bürgermeister. Die fachpolitische Arbeitsstruktur der SALGA besteht aus acht Direktoraten (Abteilungen).

## Weblink
- SALGA: Webpräsenz. auf www.salga.org.za (englisch)